# Karl Budde
Karl Ferdinand Reinhard Budde (Bensberg, 13 aprile 1850 – 29 gennaio 1935) è stato un teologo, biblista e traduttore tedesco.

## Biografia
Figlio di un docente della scuola per cadetti di Bensberg, era fratello del regista Krupp Otto Budde e del ministro prussiano Hermann von Budde. Dopo aver frequentato il Liceo Classico di Essen, studiò teologia protestante, filosofia e storia all'Università di Bonn, a Berlino e a Utrecht, conseguendo l'abilitazione all'insegnamento a Bonn nel 1873 e la relativa qualifica di Privatdozent. Dal 1878 al 1885 ricoprì il ruolo di ispettore scolastico dell'Evangelisches Theologisches Stift di Bonn. Nello stesso periodo, insegnò tedesco, storia e religione in una scuola femminile della città.
Nel 1879 divenne professore associato di teologia veterotestamentaria all'Università di Bonn.
Dieci anni più tardi,fu nominato ordinario all'Università di Strasburgo, e, dal 1900 al 1921, insegnò teologia veterotestamentaria ed esegesi all'Università di Marburgo della quale divenne il rettore a partire dal 1910.
Considerato uni degli esponenti della scuola di Wellhausen, fu un promotore dell'arte religiosa di Ludwig Richter nello spirito del protestantesimo culturale del periodo interbellico. Nel 1907 donò al Museum Folkwang di Essen la sua ricca collezione privata di manufatti di Richter. Successivamente, conobbe a Strasburgo i teologi protestanti Friedrich Spitta e Julius Smend la cuia amicizia diresse i suoi interessi di ricerca verso l'innologia e il Movimento Liturgico Antico (intedesco: Ältere liturgische Bewegung) da essi avviato. In tale ambito, fu uno dei membri della Commissione Innologica di Strasburgo. tradusse in tedesco i canti olandesi di Adriaen Valéry (1570-1625) e favorì la riscoperta dei canti natalizi della tradizione germanica.
La traduzione del Cantico delle creature di san Francesco fu integrata nell'innario ufficiale della Chiesa Evangelica Luterana di lingua tedesca (canto EG 514).
Nel 1921 si ritirò dalla vita accademica.

## Premi e riconoscimenti
- 1883: dottorato ad honorem dall'Università di Giessen;
- 1911: Doctor of Divinity conferito dall'Università di St. Andrews.

Inoltre, era membro onorario della Society for Old Testament Study.